# Sylvia Rose
Sylvia Rose z domu Müller (ur. 23 grudnia 1962 w Barth) – niemiecka wioślarka, sterniczka. Złota medalistka olimpijska z Seulu.
Reprezentowała Niemiecką Republiką Demokratyczną. Zawody w 1988 były jej jedynymi igrzyskami olimpijskimi. Po medal sięgnęła w czwórce ze sternikiem, osadę tworzyły ponadto Martina Walther, Gerlinde Doberschütz, Carola Hornig i Birte Siech. W 1986 i 1987 zdobyła srebrny medal mistrzostw świata w tej konkurencji. 